# Summer Glau
Summer Lyn Glau (San Antonio, Texas, 24 de juliol de 1981) és una actriu i ballarina estatunidenca coneguda pel seu paper a la sèrie Terminator: Les cròniques de Sarah Connor emesa a TV3 durant l'any 2008. Glau també ha interpretat el paper de River Tam a la sèrie de ciència-ficció Firefly com també ha treballat a la pel·lícula Serenity.

## Carrera
Glau va formar-se com a ballarina com també va estudiar tango i flamenco. Sent doncs una professional de la dansa des de l'edat de dotze anys, va aparèixer en alguns anuncis televisius.
El 2002, va traslladar-se a Los Angeles i va actuar com a ballarina en l'episodi 3x13 de la sèrie Angel, emesa per TF6 entre el 1999 i el 2004 titulat Waiting in the Wings. Fou aleshores que el director Joss Whedon va fixar-se en ella i li va donar el paper de River Tam a la sèrie Firefly, emesa a França a partir del 31 de març del 2005 a sèrie Club, i després a Sci Fi el 2006.
Glau va sortir a l'episodi 1x06 Love Conquers Al (El Amor Lo Conquista Todo en espanyol, Comme une comète, en francès) de la sèrie policíaca Cold Case (Caso Abierto a Espanya Cold Case: affaires classées a França). També va interpretar un petit paper a la pel·lícula Sleepover (2004), així com va aparèixer a l'episodi What's Eating Gilbert Grissom? de la sèrie CSI: Crime Scene Investigation (Investigación de la Escena del Crimen a Espanya, Les Experts a França) i a la segona temporada de The Unit, interpretant-hi el paper de Crystal Burns, la companya de Jeremy Erhart.
El 2006, a la segona temporada de The 4400 (Los 4400 a Espanya, Les 4400 a França) a l'episodi Wake Up Call (El despertar en espanyol, L'heure du réveil en francès), i també als episodis The Ballad of Kevin and Tess (La balada de Kevin y Tess en espanyol, L'expérience interdite en francès), Terrible Swift Sword (Espada rápida y terrible en espanyol, La bataille du futur..., en francès) Fifty-Fifty (Cincuenta-Cincuenta en espanyol, ... Sera menée dans le passé, en francès), Summer Glau va interpretar Tess Doerner, una paranoica i esquizofrènica amb el do d'obligar la gent a fer qualsevol cosa que ella vulgui. Glau també va protagonitzar la pel·lícula de ciència-ficció Mammoth.
El 2005 Summer Glau va ser elegida millor actriu pels lectors de la revista SFX i va rebre el Premi Saturn a la millor actriu secundària pel seu paper a Serenity; a més, també fou seleccionada per al repartiment de la pel·lícula de terror The Initiation of Sarah.
A Terminator: The Sarah Connor Chronicles, Glau hi interpreta el paper de Cameron Phillips, un terminator enviat des del futur per protegir Sarah Connor i el seu fill John Connor de l'acció de Skynet. A l'episodi The Demon's Hand (La mà del dimoni), hi surten diferents escenes en què Cameron Philips fa ballet.

## Vida personal
Summer Glau és americana d'ascendència escocesa, irlandesa i alemanya; el 2007, va manifestar que havia començat una relació amb l'actor Daniel Wisler.

## Filmografia
| Any        | Títol                                   | Paper                      | Notes |
| ---------- | --------------------------------------- | -------------------------- | --- |
| 2002       | Angel                                   | Prima Ballarina            | Episodi (Waiting in the Wings) |
| 2002       | Firefly                                 | River Tam                  | Sèrie televisiva |
| 2003       | Firefly                                 | River Tam                  | Sèrie televisiva |
| Cold Case  | Paige Pratt                             | Episodi (Love Conquers Al) | |
| 2004       | Sleepover                               | Ticket Girl                | Llargmetratge |
| 2004       | CSI: Crime Scene Investigation          | Mandy Cooper               | Episodi (What's Eating Gilbert Grissom?) |
| 2005       | Serenity                                | River Tam                  | Llargmetratge |
| 2006       | Mammoth                                 | Jack                       | Telefilm |
| 2006       | The Initiation of Sarah                 | Lindsey Goodwin            | Telefilm |
| 2006- 2007 | The Unit                                | Crystal Burns              | Episodis (Extreme Rendition, Force Majeure, Report by Exception, The Broom Cupboard, Johnny B. Good, The Water is Wide i Outsiders)                                      |
| 2006- 2007 | The 4400                                | Tess Doerner               | Episodis (Wake Up Call, The Ballad of Kevin and Tess, Terrible Swift Sword, Fifty-Fifty, The Wrath of Graham, Daddy's Little Girl, Ghost in the Machine i Tiny Machines) |
| 2008       | Terminator: The Sarah Connor Chronicles | Cameron Phillips           | Sèrie televisiva |